# گایوس والریوس فلاکوس
گایوس والریوس فلاکوس (Gaius Valerius Flaccus) از شاعران رومی پایان سدهٔ نخست پس از میلاد بود.
فلاکوس در زمان امپراتور وسپاسیان و امپراتور تیتوس می‌زیست و اثر اصلی او به نام آرگوناتیکا (Argonautica) به وسپاسیان به‌هنگام لشکرکشی او به بریتانیا پیشکش شده‌بود. آرگوناتیکا یک شعر حماسی دارای ۸ گفتار است.